# Urawa Red Diamonds
El Urawa Red Diamonds també conegut simplement com a Urawa Reds és un club de futbol japonès de la ciutat de Saitama.

## Història
El club es creà com a Mitsubishi Motors el 1950 i el 1965 fou un dels clubs creadors de la Japan Soccer League.
El 10 de març de 1992, amb la creació de la J. League esdevingué Urawa Red Diamonds.
Mitsubishi (era amateur)
- Divisió 1 (JSL) : 1965/66 - 1988/89
- Divisió 2 (JSL) : 1989/90
- Divisió 1 (JSL) : 1990/91 - 1991/92

Urawa Red Diamonds (era professional)
- Divisió 1 (J. League) : 1993 - 1999
- Divisió 2 (J. League) : 2000
- Divisió 1 (J. League) : 2001 - present

## Palmarès

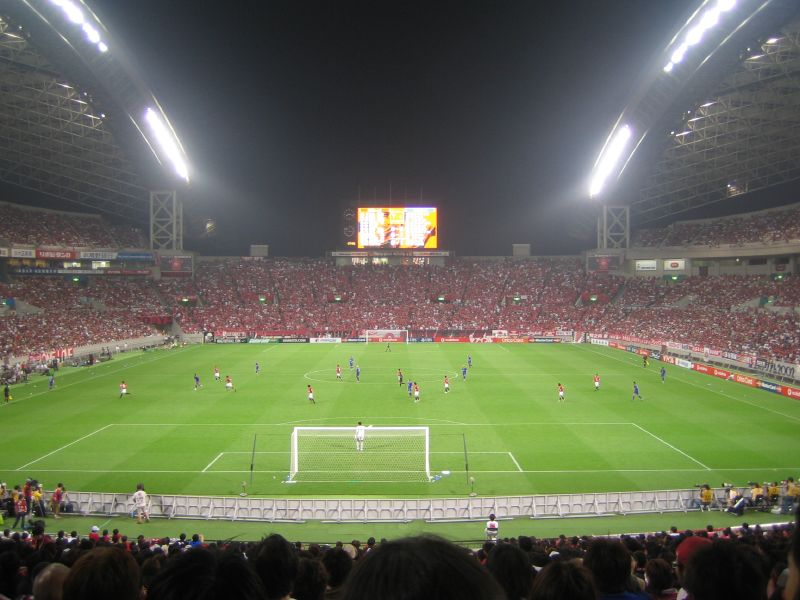
Partit amistós internacional davant el Manchester United, 30 de juliol de 2005, Estadi Saitama

### Mitsubishi
- Japan Soccer League (1a Divisió):
  - 1969, 1973, 1978, 1982
- Japan Soccer League (2a Divisió):
  - 1989/90
- Copa de l'Emperador:
  - 1971, 1973, 1978, 1980
- Copa JSL:
  - 1978, 1981

### Urawa Red Diamonds
- J. League:
  - 2006
- Copa de l'Emperador:
  - 2005, 2006
- Copa J. League:
  - 2003
- Supercopa Xerox:
  - 2006
- Lliga de Campions de l'AFC:
  - 2007

## Futbolistes destacats
| - Yuki Abe - Alessandro Santos - Masami Ihara - Masahiro Fukuda - Makoto Hasebe - Ryuji Michiki - Yuichiro Nagai - Masayuki Okano - Shinji Ono - Kazuo Ozaki - Keita Suzuki - Keisuke Tsuboi - Marcus Tulio Tanaka - Nobuhisa Yamada - Koji Yamase | - Ned Zelic - Emerson - Edmundo - Donizete - Santos - Robson Ponte - Washington - Nenê - Osvaldo Salvador Escudero - Victor Ferreyra - Fernando Picun | - Uwe Bein - Guido Buchwald - Uwe Rahn - Michael Rummenigge - Michael Baur - Tomislav Marić - Brian Steen Nielsen - Basile Boli - Giuseppe Zappella - Željko Petrović - Alfred Nijhuis - Andrzej Kubica - Yuri Nikiforov - Txiki Beguiristain - Alpay Özalan |

## Entrenadors
| Entrenador       | Nac.          | Anys      |
| ---------------- | ------------- | --------- |
| Takaji Mori      | Japó          | 1993      |
| Kenzo Yokoyama   | Japó          | 1994      |
| Holger Osieck    | Alemanya      | 1995-1996 |
| Horst Köppel     | Alemanya      | 1997      |
| Hiromi Hara      | Japó          | 1998–1999 |
| Aad de Mos       | Països Baixos | 1999      |
| Yasushi Yoshida  | Japó          | 1999      |
| Kazuo Saito      | Japó          | 2000      |
| Kenzo Yokoyama   | Japó          | 2000      |
| Tita             | Brasil        | 2001      |
| Pita             | Brasil        | 2001      |
| Hans Ooft        | Països Baixos | 2002-2003 |
| Guido Buchwald   | Alemanya      | 2004-2006 |
| Holger Osieck    | Alemanya      | 2007-2008 |
| Gert Engels      | Alemanya      | 2008      |
| Volker Finke     | Alemanya      | 2009-2010 |
| Željko Petrović  | Montenegro    | 2011      |
| Takafumi Hori    | Japó          | 2011      |
| Mihailo Petrović | Sèrbia        | 2012-     |